# Майерс, Ким
Ки́мберли С. «Ким» Ма́йерс (англ. Kimberly S. «Kim» Myers; 15 февраля 1966, Лос-Анджелес, Калифорния, США) — американская актриса

.

## Биография
Её первой крупной ролью стала Лиза Уэббер в фильме ужасов 1985 года «Кошмар на улице Вязов 2: Месть Фредди». В 1996 году она сыграла в другом продолжении фильма ужасов, «Восставший из ада 4: Кровное родство».
Майерс замужем за продюсером и сценаристом Эриком Смоллом.

## Избранная фильмография
| Год       |    | Русское название                      | Оригинальное название                         | Роль                         |
| --------- | -- | ------------------------------------- | --------------------------------------------- | ---------------------------- |
| 1985      | ф  | Кошмар на улице Вязов 2: Месть Фредди | A Nightmare on Elm Street 2: Freddy's Revenge | Лиза Уэббер                  |
| 1987—1990 | с  | Закон Лос-Анджелеса                   | L.A. Law                                      | Патриша Брофи / Керри Мартин |
| 1988      | ф  | Незаконно твой                        | Illegally Yours                               | Сюзанн Килер                 |
| 1990      | ф  | Белый дворец                          | White Palace                                  | Хайди Соломон                |
| 1991      | тф | Сиделка                               | The Sitter                                    | Нелл                         |
| 1993      | с  | Крутой Уокер: Правосудие по-техасски  | Walker, Texas Ranger                          | Эви                          |
| 1996      | ф  | Восставший из ада 4: Кровное родство  | Hellraiser: Bloodline                         | Бобби Мерчант                |
| 1996      | с  | Сайнфелд                              | Seinfeld                                      | Пэм                          |
| 1996—1999 | с  | Притворщик                            | The Pretender                                 | Мать Джерода                 |
| 1997      | с  | Причуды науки                         | Perversions of Science                        | Селена                       |
| 2002      | с  | Клиент всегда мёртв                   | Six Feet Under                                | доктор Хилари Майклсон       |